# GAS MUSEUM がす資料館
GAS MUSEUM がす資料館（ガスミュージアム がすしりょうかん）は、東京都小平市にある東京ガスが運営する企業博物館である。

## 概略
東京ガスの歴史と、人々の暮らしとガスとのかかわりを展示・紹介する歴史博物館。2棟の展示館は、いずれも明治時代に建てられた東京ガスのレンガ造りの社屋を移設・復元している。明治期からのガス機器約1200点や明治錦絵約400点、東京ガスの広告など、ガスにまつわるコレクションを所蔵している。

## 利用案内
- 開館時間：午前10時から午後5時（入館は午後4時まで）
- 休館日：月曜日/年末年始（月曜日が祝日及び振替休日の場合は翌日が休館）
- 入場料：無料
- 駐車場：30台（無料）

## 交通アクセス
- 路線バス
  - 西武バス … 武21系統：東久留米駅西口 - 錦城高校 - 花小金井駅入口 - 武蔵小金井駅（北口）線で「ガスミュージアム入口」下車
- 車
  - 新青梅街道・新小金井街道「滝山南」交差点近く